# Calbha Beag
Calbha Beag (dalla lingua gaelica scozzese: isola del piccolo vitello) è un'isola non abitata nella baia di Eddrachillis, al largo di Sutherland, nella regione delle Highland, Scozia. Si trova subito ad ovest di Calbha Mor.
Una stima dell'area proveniente dall'Ordnance Survey mostra una circa di circa 31 ettari anche se è stata registrata da Rick Livingstone un'estensione di 45 ettari, possibilmente includendo le aree esposte durante la bassa marea.